# Friche industrielle

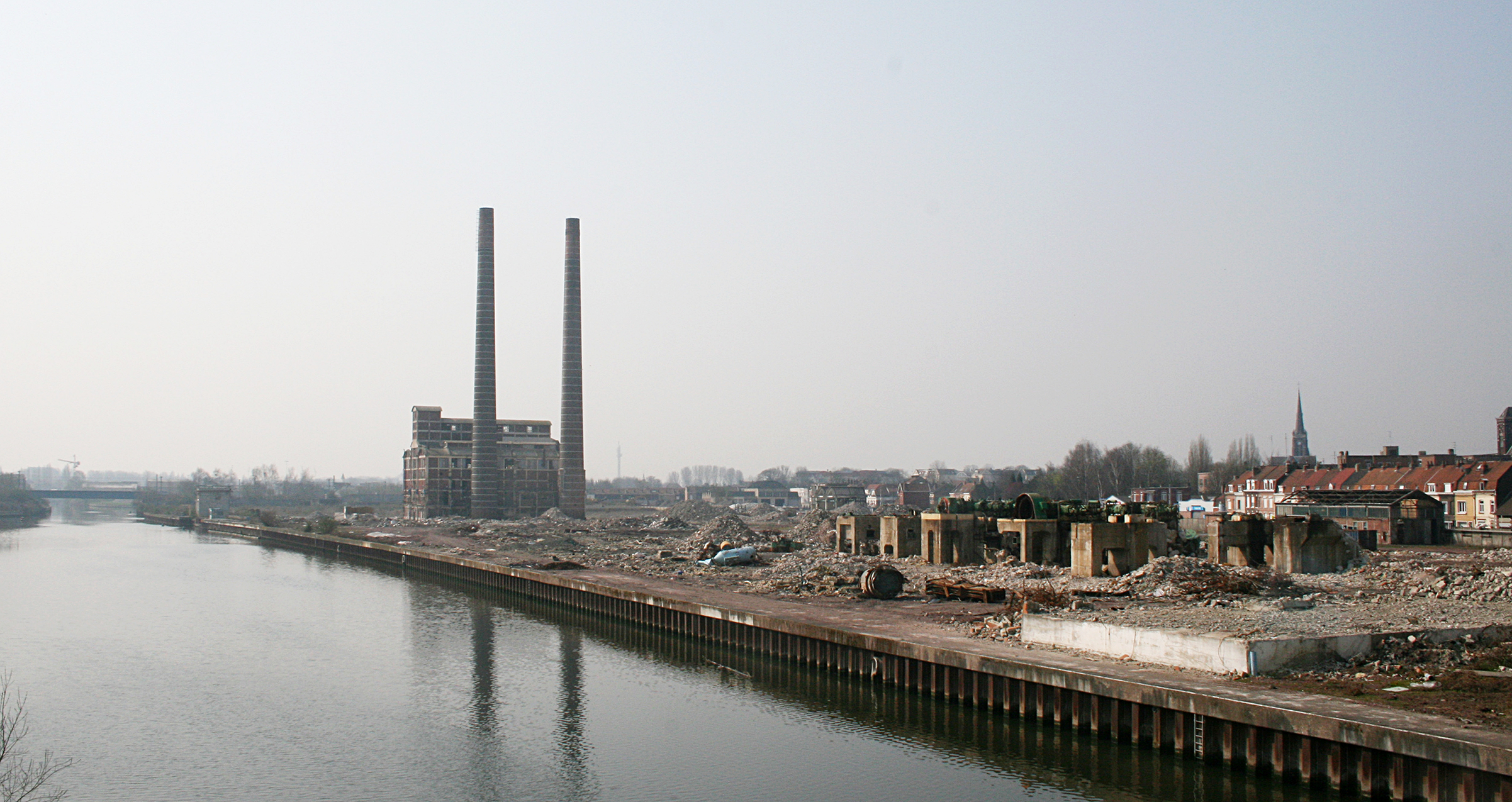
Friche industrielle en bordure du canal de la Deûle, près de Lille. Environ la moitié des friches en France sont concentrées dans la région Nord-Pas-de-Calais où des programmes de dépollution et requalification sont en cours depuis plusieurs décennies.

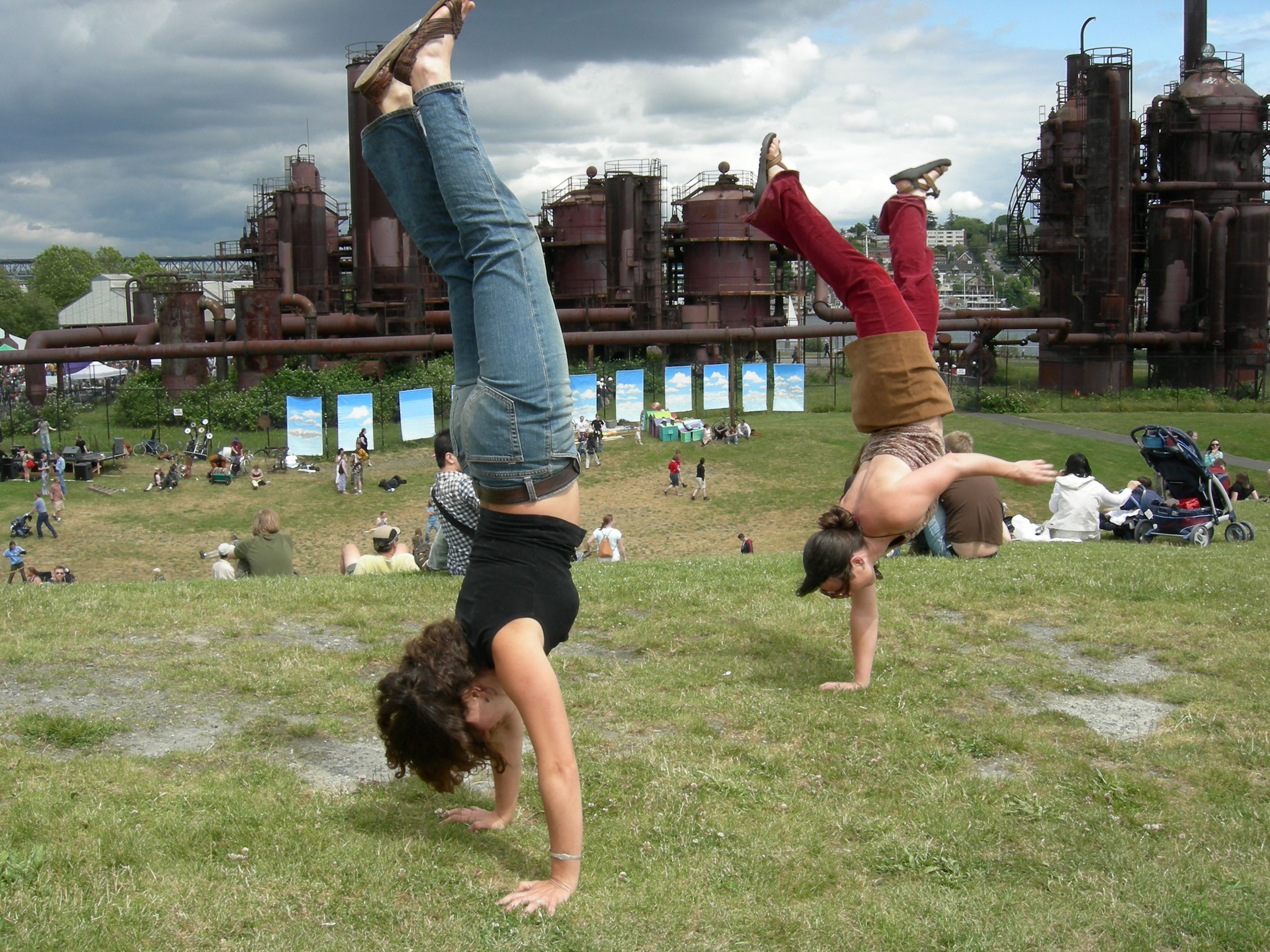
Gas Works Park, Seattle. La démolition n'est pas toujours pratiquée. En Allemagne ou ici aux États-Unis, quelques friches ont été conservées après une mise en sécurité pour être transformées en parc d'attraction.

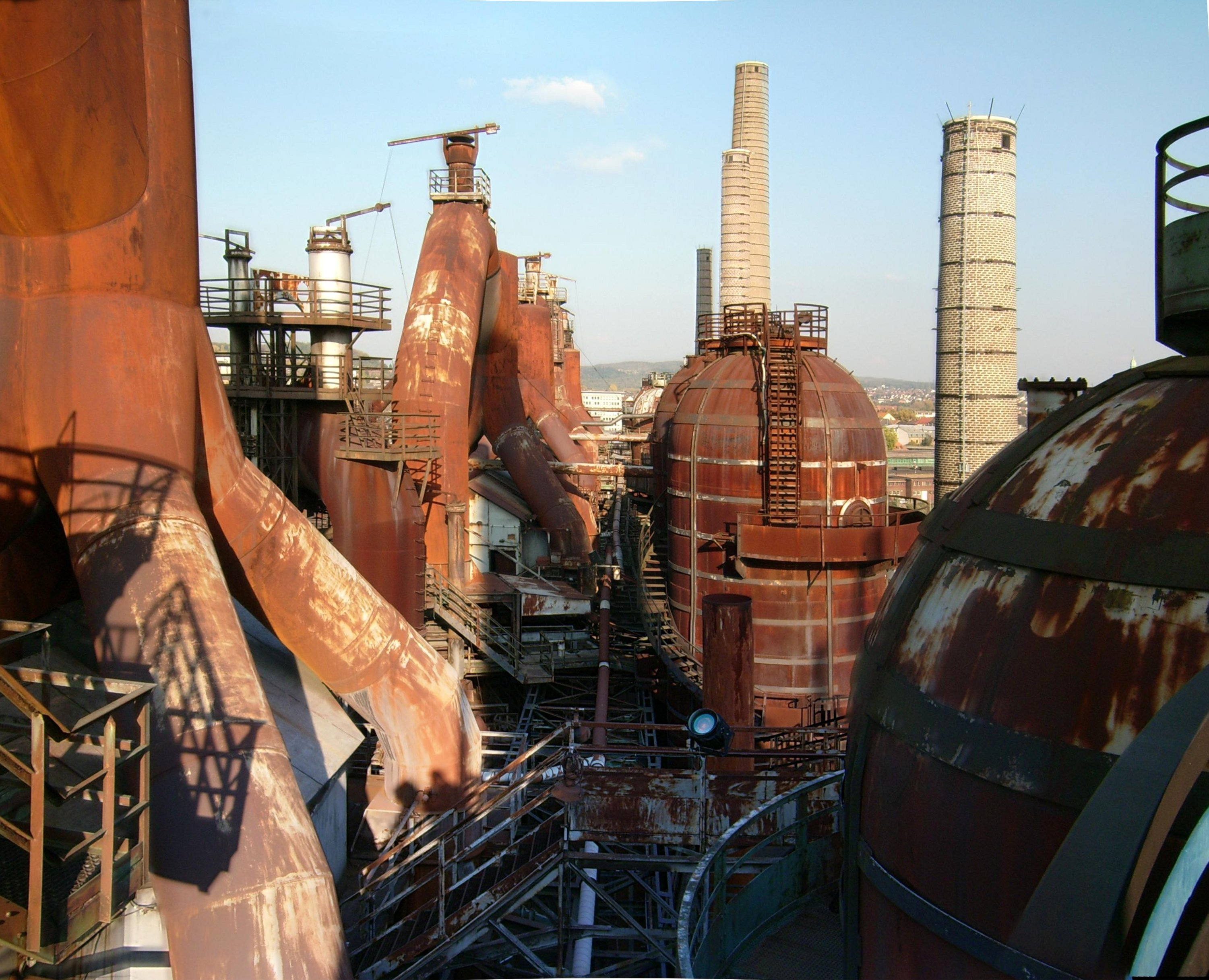
Hauts fourneaux de Völklingen en Sarre (Allemagne).

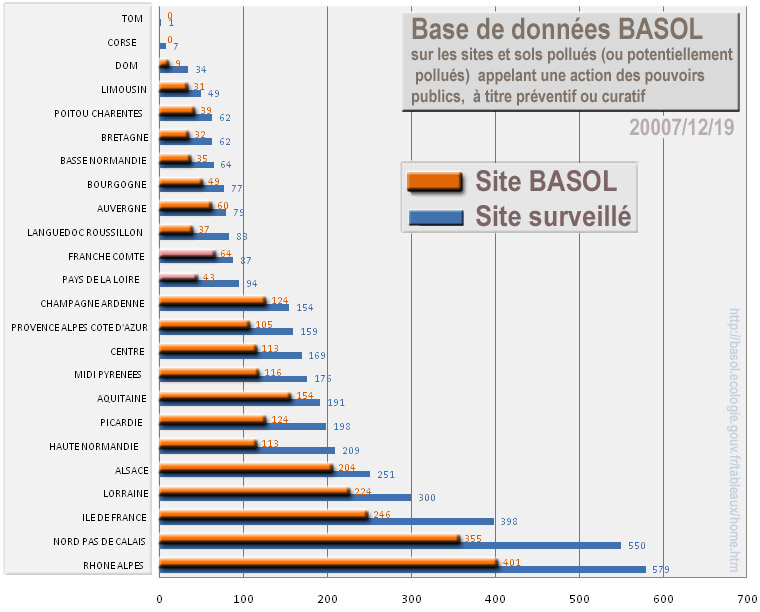
Les friches industrielles sont une part importante des sites et sols référencés comme pollués ou potentiellement pollués (ici en France pour la base de données BASOL, telle que mise à jour en décembre 2007). Les pollutions issues des guerres, de l'agriculture ou de la chasse (plomb) ne sont pas encore prises en compte dans ce type d'inventaire.

Une friche industrielle est un terrain laissé à l'abandon à la suite de l'arrêt de l'activité industrielle qui s'y exerçait. Elle a souvent un impact négatif sur son environnement (pollution ou liée à la dégradation des installations). La dépollution et la viabilisation de ce type de terrain ont souvent un coût important que les collectivités locales ont du mal à prendre en charge mais la plupart des pays industrialisés et l'Union européenne fournissent des fonds pour pouvoir les réhabiliter et les recycler (réinstallation de l'industrie ou de l'urbanisme, ou conversion vers d'autres fonctions, plus « paysagères »[pas clair]). La réhabilitation des sites peut aussi comprendre une stratégie de valorisation du patrimoine qu'ils représentent pour le territoire dans lequel ils s'inscrivent et pour les populations de ces derniers.

## Histoire
Les friches industrielles sont apparues dans les pays occidentaux avec le développement de l'industrie.
Le nombre de friches industrielles y a fortement crû au cours de ces dernières décennies avec l'arrêt de nombreuses activités industrielles (aciéries dans le nord et l'est de la France...), leur déplacement (activité automobile en région parisienne) et l'arrêt de l'activité minière (charbon et fer surtout dans le nord et l'est de la France).

## Typologie
On distingue généralement :
- les friches issues de l'industrie lourde, en particulier d'activité métallurgique, énergétique, production d'engrais ;
- les friches plutôt liées à la chimie fine ;
- les friches résultant d'activités militaires peuvent poser des problèmes particuliers de risques, dangers et pollution ;
- les friches faisant suite à la cessation d'activité d'ensembliers, ou d'activité agroalimentaire (risque sanitaire possible).

Certaines friches sont difficiles à classer, à la suite de difficultés d'accès aux archives (quand elles n'ont pas été détruites) ou parce que des types différents d'activités se sont suivies ou ont conjointement existé sur le même site.
Si le propriétaire est mort ou inconnu, on parle de site orphelin. S'il n'est plus solvable, on parle de « site à responsable défaillant ».
On manque encore de méthodologie, normes et seuils standardisés internationaux pour la mesure du risque ou du degré de pollution sur ce type de friches.
Ainsi la France recensait-elle en 2007 près de 400 000 sites potentiellement pollués par l'industrie ou des activités de service (base de données BASIAS), alors que les Pays-Bas en dénombrent 700 000, pour un pays bien plus petit et bien moins peuplé (16,4 millions d'habitants).

## Inventaires
De nombreuses friches ont vu se succéder des entreprises différentes ou des activités variées, dont il est important de conserver la mémoire. Les collectivités développent peu à peu des bases de données et cartographies (SIG le plus souvent maintenant) spécialisées. En France, deux bases de données BASIAS et BASOL jouent ce rôle, pour le grand public et les collectivités locales. Des collectivités particulièrement concernées telles que par exemple Lille-LMCU (située dans le département le plus riche en friches) travaillent aussi sur ces questions, avec les services d'archives (archives départementales, etc.), les EPF (établissements publics fonciers), les archives du monde du travail, etc. LMCU a confié une analyse d'évaluation à une à Mission d'information et d'évaluation friches industrielles et pollutions historiques qui a rendu son rapport et 53 recommandations en juin 2010, proposant une stratégie cadre à mettre en œuvre dès 2011. La mission propose d'améliorer et partager la connaissance, de créer des dispositifs financiers ad hoc à la hauteur des enjeux, de se doter des compétences et outils nécessaire pour mieux réhabiliter les sites et sols pollués, avec une gouvernance et un processus transparent et garantissant un recyclage durable en lien avec les habitants et les autorités nationales et européennes.

## Problèmes liés aux friches industrielles

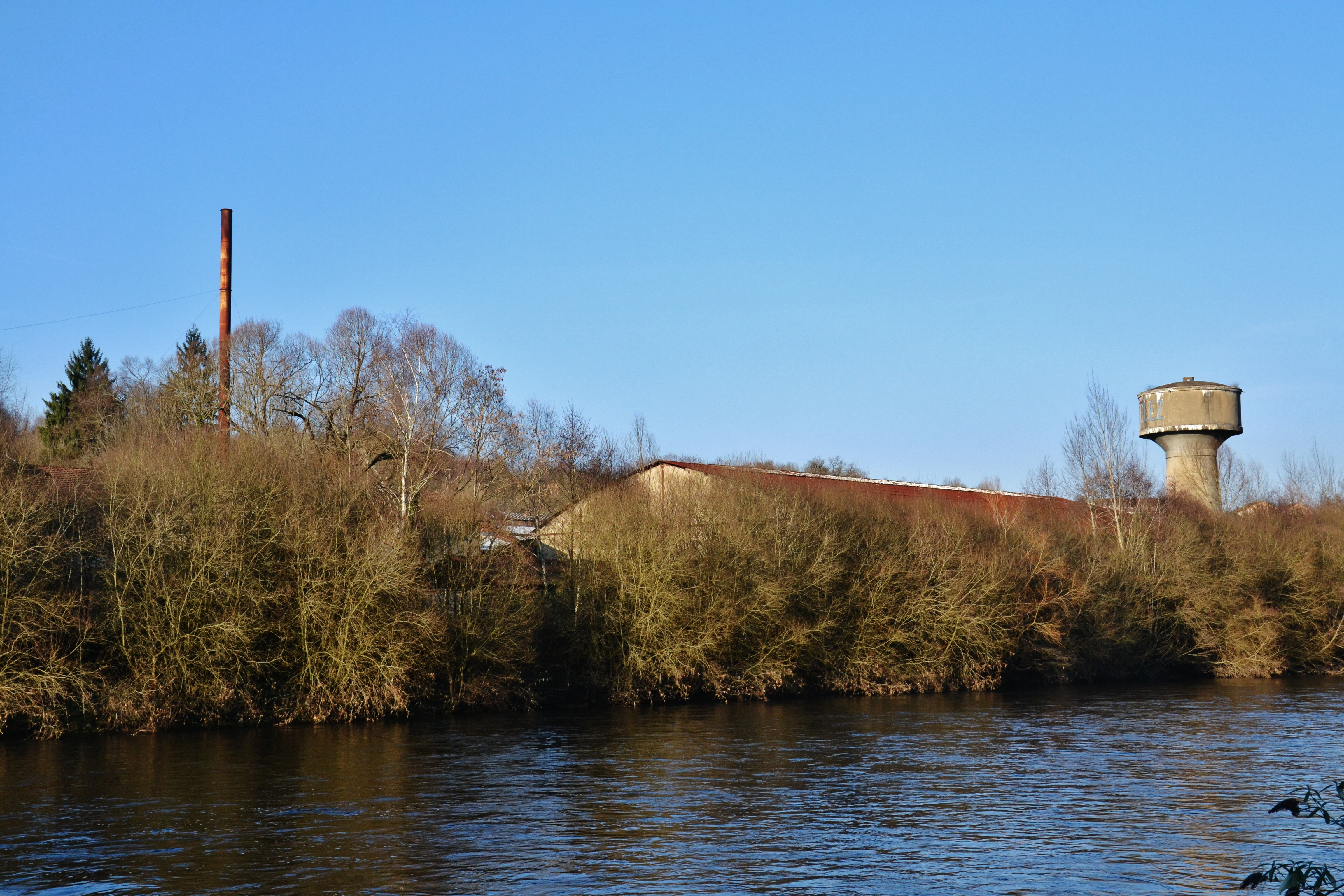
L'abandon par ses propriétaires de l'ancienne usine de caoutchouc Wattelez, au Palais-sur-Vienne (Haute-Vienne), au grand dam de la municipalité, complique la dépollution d'un site situé en bordure immédiate de cours d'eau.

- Séquelles environnementales - celles-ci sont différentes selon le paysage et le contexte, mais les friches industrielles sont souvent issues d'industries ou d'activité polluantes. Il est fréquent que des déchets dangereux y aient été oubliés ou cachés et soient une source durable de pollution des sols. Les friches issues de sites de sous-traitance mal repérée dans les bases de données (telles que BASIAS[4] ou BASOL en France) peuvent aussi conserver des pollutions ou objets dangereux (transformateurs au pyralène, explosifs, etc.). 
Le recensement n'est pas achevé, mais rien que dans l’Europe des 15, le nombre de sites pollués a été estimé à 1 400 000 environ, essentiellement à la suite des activités minières, pétrolières, carbochimiques et pétrochimiques, sidérurgiques, des cokeries, de la chimie fine[5].
Les polluants les plus fréquemment retrouvés sont des métaux lourds et métalloïdes (cuivre, zinc, plomb, cobalt, nickel, arsenic, cadmium...) et des radionucléides parfois…), des hydrocarbures légers (fioul, essence, gazole) et lourds (lubrifiants, huiles lourdes, pétrole brut), des solvants halogénés, et diverses molécules organiques (hydrocarbures aromatiques polycycliques, etc.)[5]. Des composés organiques sont trouvés dans près de 75 % des sites pollués et il est permis de supposer que des polluants nouveaux seront de plus en plus présents dans certaines nouvelles friches (nanoparticules, nanoproduits, organismes génétiquement modifiés, bactéries résistantes aux biocides, catalyseurs (platinoïdes…), etc.). 
Certaines friches (carrière, gravières, catiches.) correspondent à des activités relativement peu polluantes, mais - parfois sous prétexte de mise en sécurité et requalification paysagère - elles ont parfois laissé des cavités qui ont été comblées par des déchets industriels riches en polluants.

- Coûts et responsabilités - le diagnostic et la dépollution des friches sont coûteux. Un premier problème est celui de la responsabilité et du transfert de responsabilité quand il y a vente. Souvent la responsabilité ne peut être clairement établie, et le principe pollueur ne s'applique alors pas, ou le pollueur a disparu ou n'est pas solvable.

- Impacts sur l'eau - les friches sont plus nombreuses aux abords des canaux, voies ferrées, sites miniers et bassins houillers ou pétrolifères, et sur les ports. Les entreprises y avaient souvent des puits et forages, ou des décharges internes, qui souvent permettent un contact direct de polluants avec la nappe. Elles sont souvent une source durable de pollution de l'eau.

- Perte de la mémoire - il est fréquent que tout ou partie des archives d'usines ou ateliers devenus des friches industrielles aient été détruites ou perdues. (Dans ce cas en France, la friche nécessitait avant « réhabilitation » jusqu'en 2007 une évaluation simplifiée des risques (ESR), et le cas échéant une coûteuse évaluation approfondie des risques). 
Une même friche a pu avoir été occupée par plus d'une dizaine d'entreprises successives et aux activités différentes depuis la première activité. Les polluants et séquelles peuvent alors interagir de manière complexe.

- Superpositions de séquelles environnementales - les anciens sites industriels ou de services (gares, ports, lieux de stockage ou vente...) devenus des friches ont souvent antérieurement été pris pour cibles lors de guerre (en Europe lors des deux Guerres mondiales, et plus récemment lors de la guerre du Kosovo). Il faut alors ajouter d'éventuels problèmes de synergies entre polluants, dont provenant des séquelles de guerre aux séquelles industrielles classiques (pollutions, stockage de déchets et produits à risques, avec souvent des restes d'amiante, transformateurs au pyralène, présence de cavités oubliées, affaissements miniers, etc.). Ces séquelles justifient des requalifications qui nécessitent éventuellement une dépollution préalable qui peut être très coûteuse en raison par exemple de munitions non-explosées, dont munitions chimiques (fréquent en Zone rouge dans le nord et l'est de la France, et sur la façade maritime de l'Europe. D'anciennes citernes, puits, trous d'obus ou de bombe ont pu être comblés avec des produits et objets dangereux. 
Des incertitudes, des échecs de dépollution ou le manque d'argent pour la réhabilitation posent souvent problèmes pour la reconversion des friches vers l'agriculture, des logements, loisirs... alors que la demande de maîtrise de la périurbanisation augmente.

## Reconversion
Elle se fait en nettoyant le site, souvent en rasant toutes traces du passé, parfois pour y réinstaller une zone industrielle qui elle-même produira une nouvelle friche après faillite ou délocalisation de l'occupant.
Depuis le milieu des années 1980, les décideurs en matière de planification et aménagement du territoire en Amérique du Nord et en Europe ont accordé une attention croissante à la requalification des friches industrielles et d’espaces sous-utilisé en zones urbaines, d'abord pour des usages industriels, commerciaux ou résidentiels qui offraient des avantages économiques apparents, via les taxes locales, d'autres recettes fiscales et/ou des emplois. Cependant il y a eu depuis 1990 une demande croissante de la population et des ONG et de certaines collectivités de dépolluer et faire de ces friches industrielles des parcs, terrains de jeux, sentiers, voies vertes et autres espaces ouverts, puis au Canada (ex : Toronto) et en France notamment pour les intégrer dans les trames vertes et bleues.
Dans quelques cas, les bâtiments et certaines machines ont été valorisés ; transformés en musée, logements, école, université, par exemple.

### Cas de la France

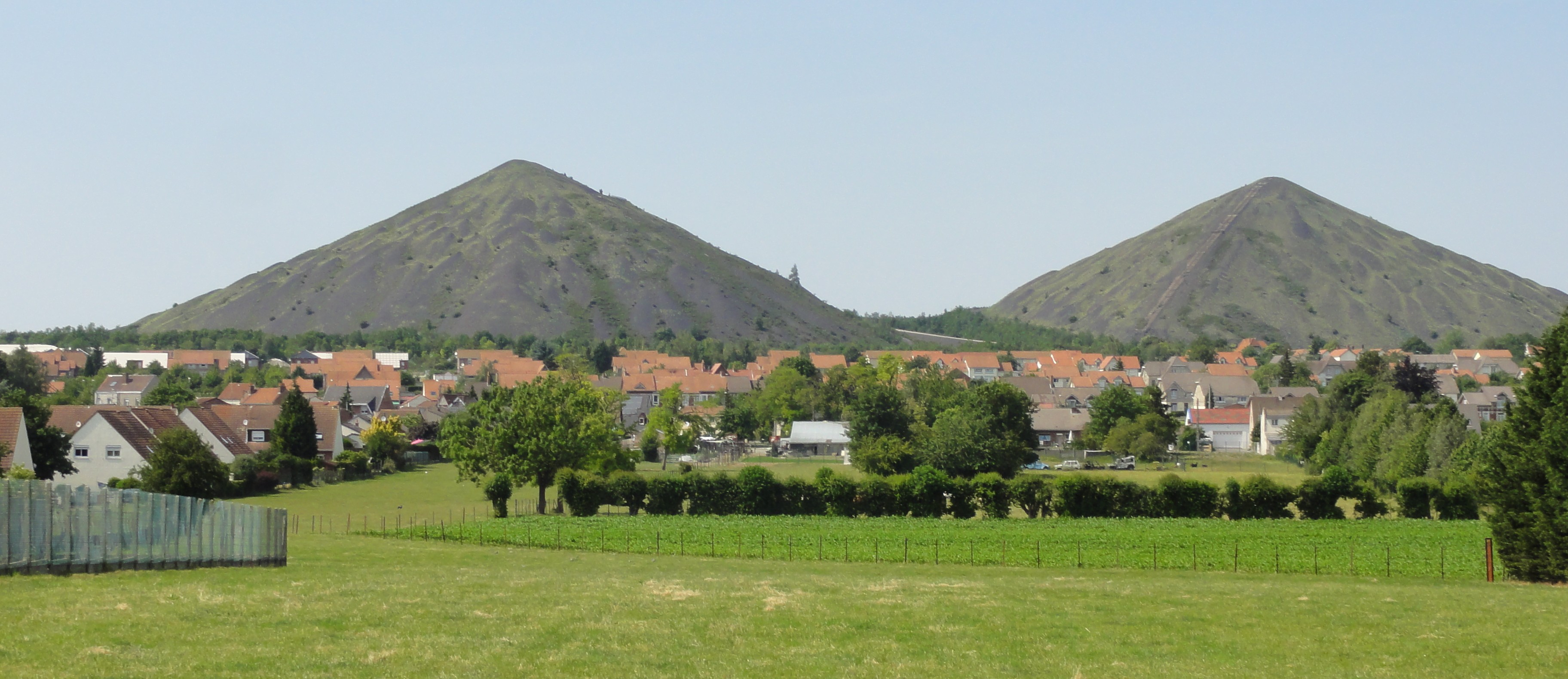
La commune de Loos-en-Gohelle surplombée par les terrils du 11 - 19 des mines de Lens.

La réhabilitation des friches industrielles est l'un des moyens de lutter contre l'étalement urbain (54 000 hectares de sols perdus par an en France vers 2015 alors que l'Ademe estime qu'il existe environ 150 000 hectares de friches dans le pays. 
La loi de programmation du 3 août 2009, devant mettre en œuvre le Grenelle de l’environnement doit faciliter la valorisation de ces friches, y compris pour en transformer certaines en éco-quartiers (ex : Zone de l'Union sur Roubaix, Tourcoing…) ou y cultiver de la biomasse non-alimentaire, à vocation énergétique ou pour la chimie verte par exemple.
Dans le Nord-Pas-de-Calais, l'association la Chaîne des terrils avec l'EPF et le Conseil régional et les communes minières depuis les années 1990 cherchent à intégrer le réseau des cavaliers (anciennes voies ferrées des houillères), les terrils et une partie des friches minières dans la Trame verte et bleue régionale. C'est ainsi que les terrils jumeaux préservés du 11/19 à Loos-en-Gohelle (plus haut terril d'Europe) sont devenus les symboles d'un développement durable qui veut se construire sur les ruines du développement non-durable.
À Nantes, une reconversion de friche industrielle a commencé avec la célèbre Tour LU.
Un réseau national SAFIR promeut la recherche sur la gestion des sites contaminés, avec l'aide de l’ADEME et l’ANR ainsi que des Régions, dont sur des sites-atelier avec[style à revoir] le CNRS, diverses universités ou d'autres[Quoi ?]. Il regroupe « des sites français constituant un dispositif venant en support de la RDI en matière de sols pollués, tant vis-à-vis de la politique nationale en la matière, que pour les initiatives individuelles de porteurs de projets ».

## Approche collaborative
Des approches pluridisciplinaires sont nécessaires pour traiter des friches et de leurs impacts différés. La plupart des pays industrialisés ont mis en place, avec l'aide des collectivités et d'agences spécialisées (Ademe, Agence de l'eau, INERIS, etc. en France) des dispositifs d'information, d'aide et de conseil aux acteurs, responsables et riverains de ces sites pollués.
En France :
- un pôle Sites et sols pollués a été créé dans le Nord-Pas-de-Calais dans les années 1990, et l'EPF dispose d'une base de données OASIS sur les anciens sites industriels suspects et une base dite BDFI (Banque de donnée sur les friches industrielles)[8] ;
- un « Groupement d'intérêt scientifique sur les friches industrielles » (GISFI) a été créé en Lorraine en 2002, consortium de 12 laboratoires de recherche publique, en partenariat avec des entreprises[9] ;
- le ministère chargé de ces questions a créé un portail Sites Pollués[10] ;
- une circulaire de 2007[11] sur la « Prévention de la pollution des sols - Gestion des sols pollués » a prévu un groupe de travail relatif aux sites et aux sols pollués ; il dépend du Conseil Supérieur des Installations Classées (GT CSIC SSP), il travaille aussi à diffuser les retours d'expérience concernant la gestion de sols pollués notamment vers les bureaux d’étude.

## Législation
Dans la plupart des pays, la législation environnementale comprend un volet relatif aux friches industrielles, qui tend à se préciser et à se renforcer depuis les années 1970 et plus encore depuis les années 1990.
La responsabilité et les obligations de prise en charge de la réhabilitation paysagère et/ou écologique des sites est généralement attribuée au pollueur (actuel ou antérieur quand il est solvable et que sa responsabilité est démontrée). Le droit national prend souvent mieux en compte les sites abandonnés ou "orphelins" où le principe pollueur-payeur ne peut s'appliquer, mais le propriétaire d'un terrain pollué, s'il l'a acheté en connaissance de cause, est généralement aussi rendu responsable de la gestion de la pollution. Dans la plupart des pays, en cas de danger ou de risque grave, l'autorité sanitaire et/ou l'autorité environnementale et administrative peuvent mettre en demeure le pollueur ou le propriétaire d'agir pour préserver la santé publique et/ou le patrimoine naturel par une mise en sécurité du site.

### Vidéographie
- Lille métropole (2013), vidéo pédagogique sur les friches industrielles